# ’39
’39 je singl, konkrétně b-strana singlu You're My Best Friend britské rockové skupiny Queen, která vyšla v roce 1975 na albu A Night at the Opera. V následujícím roce byla zařazena na již zmiňovanou B-stranu singlu „You're My Best Friend“. Píseň složil kytarista skupiny Brian May, který také v oficiální studiové nahrávce zpívá v písni hlavní stopu.
’39 je také jedna z mála písní v žánru country, rock a pop rock, které kdy kapela Queen složila.

## Živá vystoupení
V originálním složení Queen hráli tuto skladbu živě mezi lety 1977–1979. Od roku 2004, (kdy se skupina s Paulem Rodgersem místo Freddieho Mercuryho obnovila, ji Queen + Paul Rodgers a později i Queen + Adam Lambert mají ve svém repertoáru stále.
Píseň se na koncertech moc neobjevovala. Ale jedna ze známých nahrávek této písně z živého vystoupení pochází z koncertu Live at Earls Court z roku 1977. Právě záznam z tohoto koncertu vyšel o 2 roky později (v roce 1979) na 1. koncertním albu skupiny Queen, nesoucí název Live Killers.
Píseň se ale roku 1992 neobvykle objevila na obřím koncertě The Freddie Mercury Tribute Concert na počest tehdy již zesnulému Freddimu Mercurymu v londýnském stadionu Wembley, kdy ji se zbylými členy Queen zazpíval George Michael.
Na koncertech při písni „’39“ stávali členové Queen na přední části pódia vedle sebe, zleva: John Deacon, Roger Taylor, Freddie Mercury, Brian May.
V současné době má obnovená kapela Queen + Adam Lambert tuto píseň stále ve svém repertoáru. Pokud s písní kapela vystupuje, tak ji zpívají a hrají pouze Roger Taylor s Brianem Mayem bez Adama Lamberta.[zdroj⁠?!]

## Obsazení nástrojů

### Obsazení nástrojů na koncertech
- Freddie Mercury – hlavní vokály
- Brian May – akustická kytara, doprovodné vokály
- Roger Taylor – tamburína, doprovodné vokály
- John Deacon – basová kytara

### Obsazení nástrojů v originální studiové nahrávce
- Freddie Mercury – doprovodné vokály
- Brian May – akustická kytara, elektrická kytara (Red Special) hlavní vokály
- Roger Taylor – tamburína, doprovodné vokály
- John Deacon – basová kytara